# Chicken exit
Een chicken exit is een uitgang bij attracties die de bezoekers de mogelijkheid biedt een (deel van de) attractie over te slaan. Dit soort uitgangen worden met name toegepast bij achtbanen in pretparken, waarbij een bezoeker na de wachtrij naar de uitgang kan lopen. 
Het doel van een chicken exit is dat bezoekers die in groepsverband reizen en niet in de attractie willen, mogen of durven, wel bij hun reisgenoten kunnen blijven. Anderzijds kan een chicken exit ook bestaan bij attracties met grote voorshows. Dan kan een bezoeker de voorshows bekijken zonder de eigenlijke attractie te doen.

## Voorbeelden in Nederland
- Danse Macabre (Efteling) heeft een chicken exit tussen de voorshow en de hoofdshow.
- Baron 1898 (Efteling) heeft een chicken exit tussen de voorshows en het instapstation.
- Rioolrat (Avonturenpark Hellendoorn) heeft een chicken exit na de buitenwachtrij.[1]
- Fēnix (Attractiepark Toverland) heeft een chicken exit aan het einde van de wachtrij voordat je het instapstation betreedt.